# Harry Robinson (Fußballspieler)
Harry David Robinson (* 26. September 2000 in Preston) ist ein nordirischer Fußballspieler, der beim FC Clyde unter Vertrag steht.

## Karriere

### Verein
Harry Robinson wurde im Jahr 2000 als Sohn des nordirischen Nationalspielers Steve Robinson im englischen Preston geboren. Dieser war zuvor nach sechs Jahren beim AFC Bournemouth, wenige Monate zuvor zu Preston North End gewechselt. Bis zu seinem 15. Lebensjahr spielte er bei den Ridgeway Rovers. Ab 2016 spielte er für ein Jahr in Nordirland beim Glenavon FC, für den er vorwiegend in der Jugend spielte. Am 30. April 2016 debütierte er im Alter von fünfzehn für die erste Mannschaft in der nordirischen Premiership gegen den Linfield FC. Ohne einen weiteren Profieinsatz verließ er den Verein im Juli des Jahres 2017.
Er fand mit dem englischen Viertligisten Oldham Athletic einen neuen Arbeitgeber. Sein Vater war bis Januar 2017 noch Trainer in Oldham. Auch hier kam er vorwiegend im Jugendbereich auf Einsatzzeiten, einzig am 1. Januar 2019 durfte er in der Liga für die Profimannschaft gegen Notts County antreten. Im August 2019 wurde Robinson für ein halbes Jahr an den Crusaders FC nach Nordirland verliehen. Nachdem die Leihe im Januar 2020 abgelaufen, schloss er sich zwei Monate später dem schottischen FC Motherwell an, bei dem zwischen 2017 und 2020 sein Vater als Cheftrainer fungierte.

### Nationalmannschaft
Harry Robinson spielte im Jahr 2015 zweimal in der nordirischen U-15 und ab demselben Jahr in der U-16-Nationalmannschaft. Für diese Altersstufe absolvierte er sieben Spiele und erzielte zwei Tore. Im Jahr 2018 kam er zu einem Einsatz in der U19 gegen Kasachstan bei dem ihm ein Tor gelang.